# Zastava 10

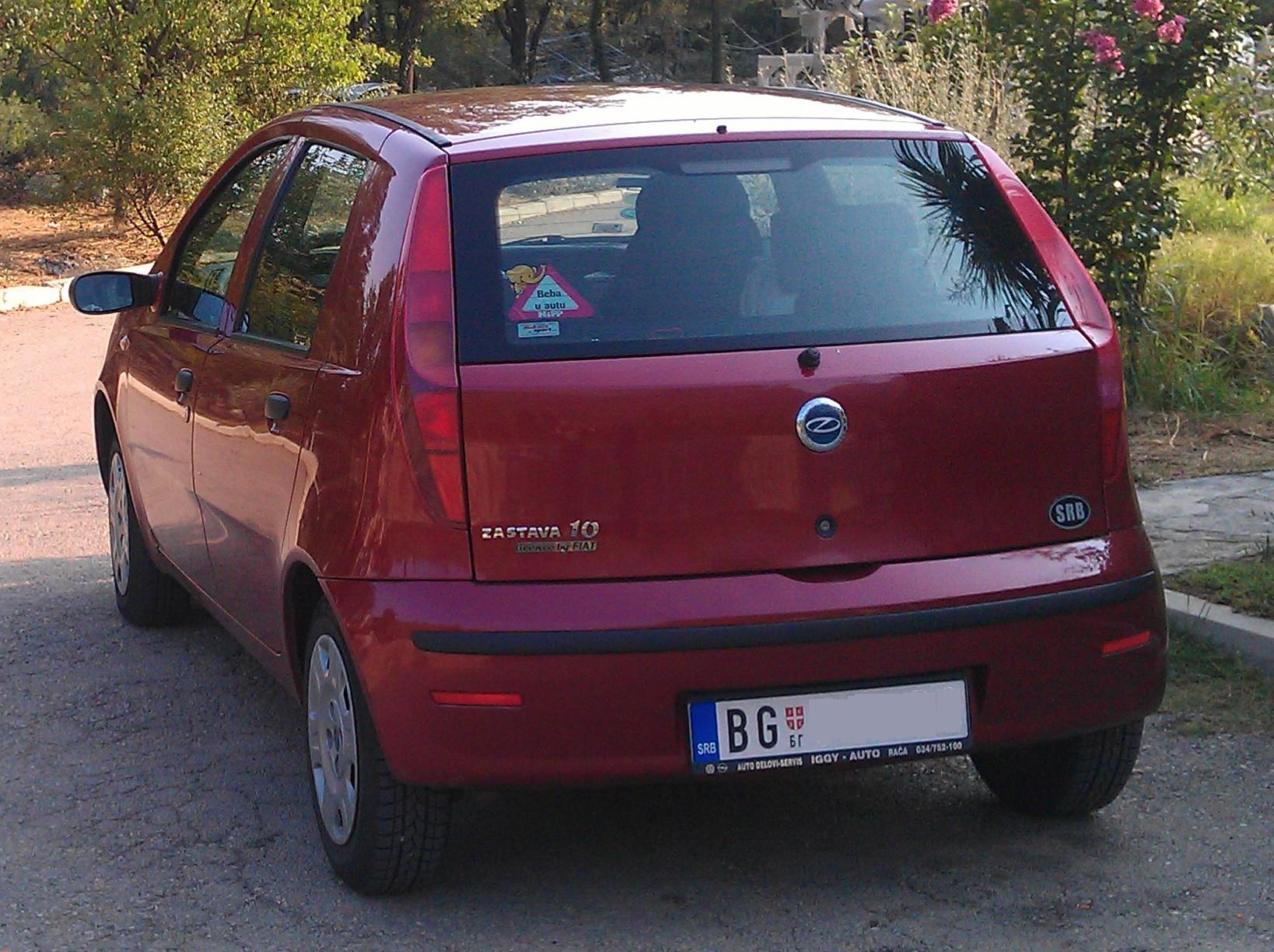
Heckansicht

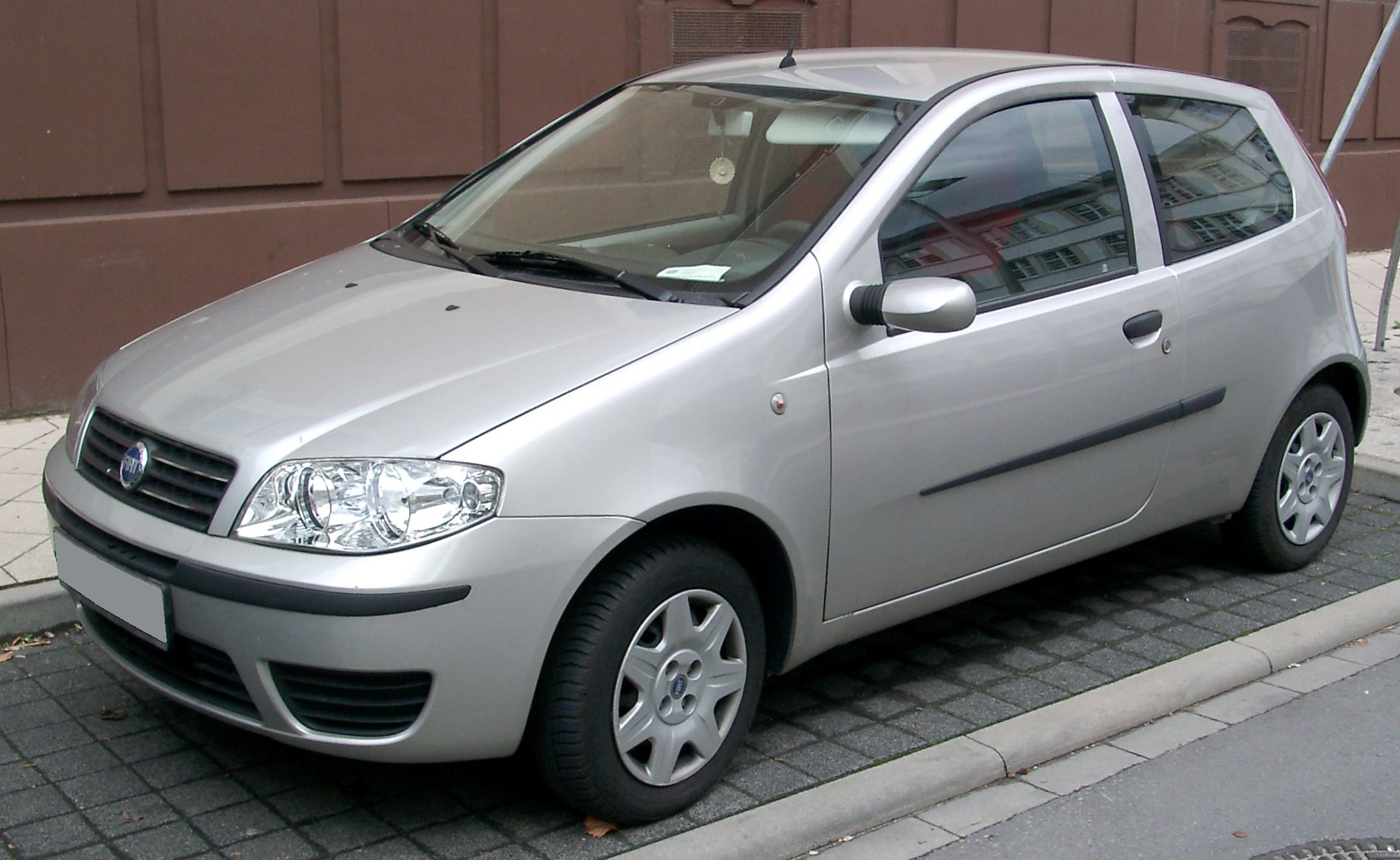
Das Ursprungsmodell Fiat Punto

Der Zastava 10 ist ein Kleinwagen von Zastava Automobili a.d. Das Fahrzeug wurde als Lizenznachbau des Fiat Punto seit 2007 im serbischen Kragujevac gebaut. Als Fiat Punto wird das Fahrzeug zum Beispiel noch in Bulgarien und Albanien verkauft. 2008 kam das Aus.

## Geschichte
Nach den Sanktionen gegen Serbien und den NATO-Luftangriffen wurde die Produktion der bestehenden Modelle bei Zastava fast vollständig eingestellt. Auch die Entwicklung neuer Fahrzeuge und neuer Techniken stockte in den 1990er-Jahren. Daher benötigte Zastava einen Investor oder Partner.
Ende 2005 wurde eine Zusammenarbeit mit Fiat vereinbart. Die ersten Exemplare des Zastava 10 wurden bei Fiat in Italien produziert. Fiat lieferte die notwendigen Anlagen zur Produktion des Fahrzeugs nach Serbien, wo er im Werk in Kragujevac montiert wurde.

## Motorisierung und Ausstattung
Der Zastava 10 war nur mit einer Motorisierung erhältlich:
- 1.2-l-Vierzylinder-Ottomotor, mit 1242 cm³ Hubraum in Reihenbauart, 44 kW (60 PS)

Der Zastava 10 war nur als Fünftürer mit fünf verschiedenen Ausstattungspaketen erhältlich: Standard, Standard+, Comfort, Dynamic und Impressionante.